# Fonction à dérivée faible
Pour un article plus général, voir distribution.
En mathématiques, une  fonction à dérivée faible est une généralisation du concept de la dérivée d'une fonction (dérivée forte) pour les fonctions non supposées différentiables, mais seulement intégrables, c'est-à-dire  dans l'espace Lp : L1([a , b]).

## Définition
Soit u une fonction dans l'espace de Lebesgue L1([a , b]). On dit que {\displaystyle v\in L^{1}([a,b])} est une dérivée faible de u si,
{\displaystyle \int _{a}^{b}u(t)\varphi '(t)dt=-\int _{a}^{b}v(t)\varphi (t)dt}
pour toute fonction infiniment différentiable φ telle que φ(a) = φ(b) = 0. Cette définition est motivée par la technique d'intégration par parties.
Généralisation aux dimensions supérieures
Si u et v sont dans l'espace L1
loc(U) des fonctions localement intégrables pour certains ensembles ouverts {\displaystyle U\subset \mathbb {R} ^{n}}, et si α est un multi-indice, on dit que v est la dérivée faible d'ordre α de u si
{\displaystyle \int _{U}uD^{\alpha }\varphi =(-1)^{|\alpha |}\int _{U}v\varphi ,}
pour tout {\displaystyle \varphi \in C_{c}^{\infty }(U)}, c’est-à-dire pour toutes les fonctions infiniment différentiables φ avec support compact dans U. Ici Dαφ est défini comme
{\displaystyle \qquad D^{\alpha }\varphi ={\frac {\partial ^{|\alpha |}\varphi }{\partial x_{1}^{\alpha _{1}}\dots \partial x_{n}^{\alpha _{n}}}}.}
Si u a une dérivée faible, il est souvent écrit Dαu puisque les dérivées faibles sont uniques (au moins, jusqu'à un ensemble de mesure zéro, voir ci-dessous).

## Exemples
- La fonction valeur absolue u : [−1, 1] → [0, 1], u(t) = |t|, qui n'est pas différentiable à t = 0, a une dérivée faible v connue sous le nom de fonction signe donné par

{\displaystyle v\colon [-1,1]\to [-1,1];\quad t\mapsto v(t)={\begin{cases}1,&{\mbox{si }}t>0;\\0,&{\mbox{si }}t=0;\\-1,&{\mbox{si }}t<0.\end{cases}}}
Ce n'est pas la seule dérivée faible de u : tout w égal à v presque partout est aussi une dérivée faible de u. Ce n’est généralement pas un problème, car dans la théorie de l'espace Lp et des espaces de Sobolev, les fonctions qui sont égales presque partout sont identifiées.
- La fonction caractéristique des nombres rationnels {\displaystyle 1_{\mathbb {Q} }} n'est nulle part différentiable, mais sa dérivée est faible. Puisque la mesure de Lebesgue des nombres rationnels est zéro,

{\displaystyle \int 1_{\mathbb {Q} }(t)\varphi (t)dt=0.}
ainsi {\displaystyle v(t)=0} est la dérivée faible de {\displaystyle 1_{\mathbb {Q} }}. Il faut noter que ceci est en accord avec l'intuition puisque considérée comme membre d'un espace, {\displaystyle 1_{\mathbb {Q} }} est identique à la fonction nulle.
- la fonction escalier de Cantor c n'a pas de dérivée faible, bien qu'elle soit différentiable presque partout. En effet, toute dérivée faible de c devrait être égale presque partout à la dérivée classique de c, qui est égale à zéro presque partout. Mais la fonction zéro n'est pas une dérivée faible de c, comme le montre la comparaison avec une fonction test appropriée. Plus théoriquement, c n'a pas de dérivée faible car sa dérivée de distribution, à savoir la distribution de Cantor, est une mesure singulière et ne peut donc pas être représentée par une fonction.

## Propriétés
Si deux fonctions sont des dérivées faibles de la même fonction, elles sont égales sauf sur un ensemble de  mesure de Lebesgue nulle, c'est-à-dire qu'elles sont égales presque partout. Si on considère des classes d'équivalence de fonctions telles que deux fonctions sont équivalentes si elles sont égales presque partout, alors la dérivée faible est unique.
Aussi, si une fonction est différentiable au sens classique alors sa dérivée faible est identique (au sens donné ci-dessus) à sa dérivée classique (fort). Ainsi, la dérivée faible est une généralisation du précédent. De plus, les règles classiques pour les dérivées de sommes et les produits de fonctions valent également pour la dérivation faible.

## Extensions
Ce concept donne lieu à la définition de solution faible dans les espaces de Sobolev, qui sont utiles pour les problèmes d'équations différentielles et dans l'analyse fonctionnelle.